# Raub
Raub (en malayo: Raub) es una localidad de Malasia, en el estado de Pahang.
Se encuentra a una altitud de 142 m sobre el nivel del mar. 

## Demografía
Según estimación 2010 contaba con 49333 habitantes.